# Alejandro Carbonell (Fußballspieler)
Alejandro Carbonell Alfaro (* 9. November 1905; † 8. September 1965 in Santiago de Chile) war ein chilenischer Fußballspieler. Der Stürmer absolvierte zwei Länderspiele für die chilenische Nationalmannschaft und nahm mit dieser an den Olympischen Sommerspielen 1928 in Amsterdam teil.

## Vereinskarriere
Alejandro Carbonell war seit der Gründung des Klubs Valparaíso Ferroviarios 1926 im Verein. 1930 mussten Carbonell und weitere Personen Ferroviarios verlassen, nachdem sie für längere Zeit nach einem Vorfall mit einem Schiedsrichter gesperrt wurden. Carbonell war der einzige Nationalspieler in der Klubgeschichte. Der Angreifer wechselte zum CSD Colo-Colo und gewann mit diesem die División de Honor 1930. Nach eineinhalb Jahren bei den Albos zog er zum Club Deportivo Júpiter weiter und mit der Gründung der ersten professionellen Liga in Chile, der Primera División, ging der Rechtsaußen zum Morning Star, für den er bis 1935 spielte.

## Nationalmannschaftskarriere
Alejandro Carbonell wurde für die Olympischen Sommerspiele 1928 in Amsterdam nominiert. In der Vorrunde gegen Portugal traf der Rechtsaußen zur zwischenzeitlichen 2:0-Führung, jedoch verlor La Roja die Partie noch mit 2:4 nach Verlängerung. Im Finale der Trostrunde beim 2:2-Unentschieden gegen Gastgeber Niederlande absolvierte Carbonell sein zweites und letztes Länderspiel.

## Erfolge
Valparaíso Ferroviarios
- Copa Sporting: 1927
- Liga de Valparaíso: 1927

Colo-Colo
- División de Honor: 1930